# Хип-хоп Восточного побережья
Хип-хоп Восточного побережья (англ. East Coast hip hop), также известный как рэп Восточного побережья (англ. East Coast rap) — один из жанров хип-хоп-музыки, который появился и стал развиваться в Нью-Йорке в середине 1970-х. Хип-хоп Восточного побережья отмечен как первая форма хип-хопа. С тех пор этот стиль превратился в главный поджанр хип-хопа, и играл важную роль в его истории.

## Особенности стиля
Сцена Восточного побережья являла собой контраст — с одной стороны, к ней относились исполнители стиля Old School, с другой — представители многочисленных жанров, вышедших из Old School, во многом отличающихся от неё. Звучание в музыке этих исполнителей было самое разное — мягкий джаз-рэп (Gang Starr, Jungle Brothers), агрессивный хардкор-рэп (Slick Rick, Boogie Down Productions); различались также и тексты: если лирика Public Enemy или Eric B. & Rakim носила остросоциальный оттенок, то треки исполнителей Kool G Rap или Mobb Deep идеализировали антиобщественный образ жизни.

## Предпосылки появления стиля
Хип-хоп Восточного побережья является синтезом афроамериканской музыки (джаз, блюз) с танцевальной музыкой, которая популяризовывалась приехавшими в Нью-Йорк ямайскими диджеями (даб, дэнсхолл). Одним из таких диджеев был Kool Herc, которого считают основателем субкультуры хип-хопа. Он экспериментировал, сочетая брейкбит с речитативом, что и дало толчок развитию хип-хопа как музыкального направления.

## Первоначальная история стиля
Old School был самым первым поджанром хип-хопа; он основывался на сочетании фанка или диско с примитивным речитативом. Основными представителями Old School являются Beastie Boys, Грэндмастер Флэш, Afrika Bambaataa, The Sugarhill Gang. В 1983 году команда Run-D.M.C. начала смешивать хип-хоп с популярным тогда жанром «хардкор-панк». В это же время битмейкеры начинают использовать семплирование, что привело к закату Old School.

## New School и расцвет стиля
В 1985 году вышел дебютный альбом LL Cool J «Radio», в котором были использованы семплы из фанка. Использование семплирования стало поворотным моментом в истории хип-хопа: битмейкеры получили возможность экспериментировать с различными музыкальными жанрами, что привело к появлению новых поджанров в самом хип-хопе. Начинается Золотая эра хип-хопа. Различные группы — Boogie Down Productions, Juice Crew и др. — становятся необычайно популярны благодаря новому звучанию треков. Самые различные формы хип-хопа — от джаз-рэпа до хардкор-рэпа — находят своих поклонников.

## Война побережий
В конце 80-х доминирование Восточного побережья в хип-хоп-индустрии слабеет. Это было связано с появлением гангста-рэпа и g-funk на Западном побережье. Западные рэперы — Dr. Dre, Eazy-E, Snoop Dogg и др. — становятся очень популярны даже на Востоке. Конфронтация между Западными и Восточными рэперами вылилась в так называемую «войну побережий», в ходе которой погибли ведущие артисты обеих сторон — 2Pac и The Notorious B.I.G.. Их коммерческий успех проложил путь к успеху других рэперов Восточного побережья, таких как Jay-Z, DMX, Busta Rhymes, Ja Rule, The Lox, Fat Joe, Big Pun и многих будущих рэперов.

## Последующие события
После окончания конфликта Восточные рэперы включились в борьбу за неофициальный титул «короля Нью-Йорка», который до этого принадлежал The Notorious B.I.G. Основными противниками были Jay-Z, Nas и Prodigy. Однако эта борьба окончилась тем, что от Prodigy и его группы Mobb Deep отвернулось большинство фанатов, а Nas в попытке словить волну мейнстрима перешёл от остросоциальной музыки к современному, «модному» звучанию, в котором просматриваются элементы ритм-н-блюза. В итоге победителем оказался принадлежащий Jay-Z лейбл Roc-A-Fella Records, который стал одной из крупнейших звукозаписывающих студий в США.